# Harry Wallin
Harry Olavi Wallin, född 23 maj 1953 i Seinäjoki, är en finländsk socialdemokratisk politiker. Han var ledamot av Finlands riksdag 1999–2007 och 2014–2019. Wallin har arbetat som lokförare.
Wallin blev omvald i riksdagsvalet 2015 med 4 608 röster från Vasa valkrets.